# Christoffel Bier
Christoffel Bier is een Nederlands pilsbier. 
Het bier werd tussen 1986 en januari 2013 gebrouwen bij Brouwerij Sint Christoffel te Roermond. Sinds augustus 2013 wordt Christoffel Bier gebrouwen door De Proefbrouwerij in het Belgische Lochristi. 
Het is een lichtblond bier, type pils met een alcoholpercentage van 6%.